# ستاره عجیب
ستارهٔ عجیب (انگلیسی: Strange star) یک ستاره کوارکی است که در ساختار آن ماده عجیب «ماده کوارک عجیب» وجود داشته‌باشد. آنها زیرگروهی با عنوان ردهٔ ستاره کوارک تشکیل می‌دهند.
ستاره‌های عجیب ممکن است بدون در نظر گرفتن فرضیه بودمر-ویتن در ثبات، در دما و فشارهای نزدیک به صفر بتوانند وجود داشته باشند، به نحوی که ماده کوارک عجیب در مرکز ستاره‌های نوترونی بتواند شکل بگیرد و ثابت بماند؛ همانگونه که مادهٔ معمولی کوارک می‌تواند. چنین ستاره‌های عجیبی به‌طور طبیعی دارای لایه پوسته‌ای از مواد ستارهٔ نوترونی خواهند بود. عمق لایهٔ پوسته بستگی به شرایط فیزیکی و شرایط کل ستاره و به‌طور کلی به ویژگی‌های مادهٔ کوارک عجیب دارد. ستاره‌هایی که تا حدی از مادهٔ کوارک (شامل ماده کوارک عجیب) تشکیل شده‌اند نیز به عنوان ستاره‌های ترکیبی نامیده می‌شوند.
این پوسته ستاره‌ای نظری عجیب به عنوان دلیل احتمالی «جریان رادیویی سریع» (پشت سر هم) رادیویی (FRBs) پیشنهاد می‌شود. با آنکه این هنوز نظری است، اما شواهد خوبی وجود دارد که نشان می‌دهد فروپاشی این پوسته‌های عجیب ستاره‌ای نقطه شروع انفجار سریع رادیویی (FRB) است.